# Giovanni Almond
Giovanni Almond, in inglese John Almond (Liverpool, 1577 circa – Tyburn, 5 dicembre 1612), è stato un presbitero inglese; martirizzato sotto Giacomo I, è venerato come santo dalla Chiesa cattolica e ricordato come uno dei santi quaranta martiri di Inghilterra e Galles.

## Biografia
Nacque intorno al 1577 ad Allerton, vicino a Liverpool in una famiglia cattolica. Le leggi inglesi colpivano le famiglie che non si uniformavano alla Chiesa anglicana con forti multe. Dal momento che gli Almond non vollero rinunciare all'«antica fede», il patrimonio di famiglia fu duramente intaccato dalle sanzioni. Giovani trascorse i suoi primi otto anni di vita tra la cittadina natale e Much Woolton, quindi fu mandato a studiare nella cattolica Irlanda. Raggiunta l'età fu iscritto al Collegio inglese di Douai, nelle Fiandre. Dopo aver ottenuto il baccellierato, proseguì gli studi a Roma per conseguire la laurea magistrale e prendere gli ordini sacri. Giunse nell'Urbe il 14 aprile 1597 e si iscrisse al Collegio inglese. Seminarista modello, ebbe l'onore di laurearsi con una discussione pubblica riguardante tutti i temi del programma di filosofia e teologia (Grand Act). Lo fece con tale proprietà di linguaggio che ricevette le congratulazioni dai cardinali Cesare Baronio e Francesco Maria Tarugi, che presiedevano la commissione esaminatrice. Almond fu ordinato il 21 aprile 1601 nella Basilica di San Giovanni in Laterano.
Il 16 settembre 1602 partì missionario per l'Inghilterra. Trovò un lavoro di copertura e visse a Londra con il nome fittizio di Dumoulin. Nell'agosto 1607 riuscì ad entrare nella prigione del Clink a Southwark (all'epoca un borgo situato al di là del Tamigi di fronte alla Città di Londra) dove confessò un sacerdote cattolico che aveva abiurato per il protestantesimo. Conscio dei pericoli che comportava l'opera sacerdotale nel suo Paese, si dedicò instancabilmente all'assistenza delle famiglie cattoliche che vivevano nella capitale e nei villaggi circostanti.
Nel febbraio 1608 fu arrestato e incarcerato a Gatehouse. Non furono trovate prove contro di lui, ma dovette trascorrere quasi un anno in carcere. Una volta libero, si trasferì nella contea di Stafford (Inghilterra centro-occidentale), dove proseguì la sua missione con immutato zelo. Il governo tardò molto a mettersi sulle sue tracce poiché per tre anni poté agire praticamente indisturbato. L'arresto scattò il 22 marzo 1612. Almond fu portato a Londra e rinchiuso a Newgate. Essendo molto conosciuto come uomo dotto e sapiente anche negli ambienti anglicani, Almond ricevette la visita sia dell'arcivescovo di Canterbury che del vescovo di Londra (John King), ciascuno dei quali volle disputare con lui a livello teologico su quale fosse la vera religione. Fu detenuto in condizioni penose, per indurlo ad abiurare. Ma quando gli venne chiesto di recitare il giuramento di fedeltà di Giacomo I Almond replicò:
Nel novembre dello stesso anno sette prigionieri riuscirono a fuggire da Newgate. I restanti dovettero subire l'ira dei carcerieri, che decisero di punirli con provvedimenti vessatori. Almond, coperto di pesanti catene, fu trasferito in un buco sotterraneo senza luce né aria e costretto a dormire sulla nuda terra. Dopo diversi mesi di quella tortura, venne processato. La sentenza era già scritta e Almond fu condannato per essere entrato nel regno come sacerdote cattolico («Editto 27» di Elisabetta I). Il 5 dicembre 1612 fu condotto a Tyburn, dove fu eseguita la condanna per impiccagione, sventramento e squartamento.
Dopo la sua morte l'ambasciatore di Spagna Diego de Gondomar riuscì a recuperare i resti del martire. In seguito le ossa vennero spedite clandestinamente in Spagna. Alcune reliquie del santo sono oggi conservate nell'Abbazia di Downside, appartenente ai Benedettini.

## Culto
Il 15 dicembre 1929 papa Pio XI lo dichiarò beato ed il 25 ottobre 1970 papa Paolo VI lo proclamò santo, insieme agli altri martiri della persecuzione inglese.